# Béni-Aïssi
Béni-Aïssi é uma cidade e comuna localizada na província de Tizi Ouzou, no norte da Argélia. Em 2008, sua população era de 7 628 habitantes.